# Colin Mackay
Colin Mackay was de eerste golfprofessional die op Golfclub Spaarnwoude les gaf.
Spaarnwoude werd in juni 1977 geopend. De club had toen slechts 310 leden. Toen zij op 1 januari 1978 lid van de NGF werden, waren er al 1000 leden, er was toen een 18 holesbaan en een korte baan met 9 holes. In 1978 werd er een keet neergezet met wat oude meubels en een bar, waar de Schotse professional en zijn Nederlandse echtgenote Marleen niet alleen koffie schonken. Verder werd Mackay bijgestaan door Joop Landman.
Mackay was veelzijdig. Hij speelde goed, won menig Pro-Am en in 1975 de Twente Cup. Daarnaast had hij een geweldige omzet in zijn golfshop, omdat alle leden van Spaarnwoude nieuwe golfers waren.